# Okres Olomouc
Der Okres Olomouc (deutsch Bezirk Olmütz) ist eine Gebietskörperschaft im Olomoucký kraj in Tschechien. Die Okresy waren in etwa vergleichbar mit den Landkreisen in Deutschland, die Bezirksverwaltungen wurden zum 31. Dezember 2002 aufgelöst.
Der größte Bezirk des Kreises befindet sich im Norden Mährens und umfasst das Gebiet nördlich der Stadt Olomouc (dt.: Olmütz) sowie Teile der Oderberge sowie die Ebene des Hornomoravský úval, durch den der Fluss March mit seinen Zuflüssen fließt.
Auf einer Fläche von 1.620 km² leben 237.940 Menschen (Stand 1. Januar 2023) in 98 Gemeinden (Obec) mit 232 Ortsteilen und 363 Grundsiedlungseinheiten. 55 Prozent der Fläche ist landwirtschaftlich nutzbar, 27 Prozent bewaldet.

## Geschichte
Zum 1. Januar 2005 wurden dem Bezirk die Orte Huzová, Moravský Beroun und Norberčany, die bisher dem Okres Bruntál angehörten, zugeordnet.
Im Januar 2016 entstanden im Zuge der Verkleinerung des Truppenübungsplatzes Libavá die Gemeinden Kozlov, Město Libavá und Luboměř pod Strážnou, wobei letztere in den Okres Přerov ausgegliedert wurde.

## Sehenswürdigkeiten
Olomouc ist eine bedeutende touristische Region mit vielen Burgen, Schlössern, Domen, Kirchen, Museen und Galerien. Die wichtigste Rolle spielt dabei die Kreisstadt mit einer Reihe von romanischen, gotischen und barocken Denkmälern (Marktbrunnen, Palast der Přemysliden, Erzbischofsitz, Dom des Hl. Mauritius mit der größten Orgel Europas, dem Klosterkomplex Klášterní Hradisko, der Säule der Höchsten Dreieinigkeit, die seit 2000 zum Welterbe der UNESCO gehört). Hinzu kommen zahlreiche Naturlandschaften mit seltenen Pflanzen und einer interessanten Tierwelt, durch die zahlreiche Wander- und Fernradwege führen.

## Städte und Gemeinden
Babice (Babitz) – Bělkovice-Lašťany (Bielkowitz-Laschtian) – Bílá Lhota (Weißöhlhütten) – Bílsko – Blatec (Blatze) – Bohuňovice (Boniowitz) – Bouzov (Busau) – Bukovany (Bukowan) – Bystročice (Beisterschitz) – Bystrovany (Bistrowan) – Červenka (Schwarzbach) – Daskabát – Dlouhá Loučka (Langendorf) – Dolany (Dollein) – Doloplazy (Doloplas) – Domašov nad Bystřicí (Domstadtl) – Domašov u Šternberka (Domeschau) – Drahanovice (Drahanowitz) – Dub nad Moravou (Dub a.d. March) – Dubčany (Dubtschan) – Grygov (Königswald) – Haňovice (Haniowitz) – Hlásnice (Wächtersdorf) – Hlubočky (Hombok) – Hlušovice (Hlussowitz) – Hněvotín (Nebotein) – Hnojice (Gnoitz) – Horka nad Moravou (Horkau a.d. March) – Horní Loděnice (Deutsch Lodenitz) – Hraničné Petrovice (Petersdorf b. Giebau) – Huzová (Deutsch Hause) – Charváty (Charwath) – Cholina (Köllein) – Jívová (Giebau) – Komárov (Komarn) – Kozlov (Koslau) – Kožušany-Tážaly (Koschuschein-Tatzal) – Krčmaň (Kretschmann) – Křelov-Břuchotín (Krönau-Bruchotein) – Libavá (TÜP) – Liboš (Libusch) – Lipina (Lippein) – Lipinka (Lepinke) – Litovel (Littau) – Loučany (Lautschan) – Loučka (Burkersdorf) – Luběnice (Lubenitz) – Luká (Luk) – Lutín (Luttein) – Lužice (Luschitz) – Majetín (Majetein) – Medlov (Meedl) – Měrotín (Mirotein) – Město Libavá (Stadt Liebau) – Mladeč (Lautsch) – Mladějovice (Bladowitz) – Moravský Beroun (Bärn) – Mrsklesy (Nirklowitz) – Mutkov (Mauzendorf) – Náklo (Nakel) – Náměšť na Hané (Namiescht i.d. Hanna) – Norberčany (Nürnberg) – Nová Hradečná (Markersdorf) – Olbramice (Obranitz) – Olomouc (Olmütz) – Paseka (Passek) – Pňovice (Kniebitz) – Přáslavice (Praslawitz) – Příkazy (Pschikas) – Řídeč (Rietsch) – Samotišky (Einöd) – Senice na Hané (Großzinitz) – Senička (Kleinzinitz) – Skrbeň (Kirwein) – Slatinice (Großlatein) – Slavětín (Slawietin) – Strukov (Strukowitz) – Střeň (Schrein) – Suchonice (Suchonitz) – Svésedlice (Swisedlitz) – Štarnov (Starnau) – Štěpánov (Stefanau) – Šternberk (Sternberg) – Šumvald (Schönwald) – Těšetice (Tieschetitz) – Tovéř (Towersch) – Troubelice (Treublitz) – Tršice (Tirschitz) – Újezd (Augezd) – Uničov (Mährisch Neustadt) – Ústín (Austin) – Velká Bystřice (Groß Wisternitz) – Velký Týnec (Großteinitz) – Velký Újezd (Groß Aujest) – Věrovany (Mirwans) – Vilémov (Willimau) – Želechovice (Schelechowitz) – Žerotín (Scherotein)